# Đảng Dân chủ Cộng hòa
 Đảng Dân chủ  Cộng hòa (lúc bấy giờ là Đảng Cộng hòa và nhiều tên gọi khác) là một đảng chính trị Hoa Kỳ do Thomas Jefferson và James Madison thành lập vào năm 1791, chống lại chủ nghĩa cộng hòa, bình đẳng chính trị và chủ nghĩa bành trướng. Đảng Dân chủ Cộng hòa ngày càng chiếm ưu thế sau cuộc bầu cử năm 1800 khi Đảng Liên bang đối lập sụp đổ, và đảng này đã chia rẽ trong cuộc bầu cử tổng thống năm 1824. Một phe của đảng Dân chủ Cộng hòa cuối cùng đã hợp nhất thành Đảng Dân chủ hiện đại, trong khi phe kia cuối cùng đã hình thành nòng cốt của Đảng Whig.
Đảng Dân chủ Cộng hòa bắt nguồn như một phe phái trong Quốc hội phản đối các chính sách tập trung của Alexander Hamilton, người từng giữ chức Bộ trưởng Tài chính dưới thời Tổng thống George Washington. Đảng Dân chủ Cộng hòa và Đảng Liên bang đối lập từng trở nên gắn kết hơn trong nhiệm kỳ thứ hai của Washington, một phần là kết quả của cuộc tranh luận về Hiệp ước Jay. Mặc dù đảng này đã bị đánh bại bởi Liên bang John Adams trong cuộc bầu cử tổng thống năm 1796, nhưng Jefferson và các đồng minh Dân chủ Cộng hòa của ông đã lên nắm quyền sau cuộc bầu cử 1800. Với tư cách là tổng thống, Jefferson đã chủ trì giảm nợ quốc gia và chi tiêu của chính phủ, và hoàn thành Thương vụ Louisiana với Pháp.
Madison đã kế nhiệm Jefferson làm tổng thống vào năm 1809 và lãnh đạo đất nước trong cuộc Chiến tranh năm 1812 với Anh. Sau chiến tranh, Madison và các đồng minh quốc hội của mình đã thành lập Ngân hàng thứ hai của Hoa Kỳ và thực hiện thuế quan bảo vệ, đánh dấu sự tránh xa sự nhấn mạnh trước đó của đảng đối với các quyền của nhà nước và xây dựng Hiến pháp Hoa Kỳ nghiêm ngặt.
Đảng Dân chủ Cộng hòa đã cam kết sâu sắc với các nguyên tắc của chế độ cộng hòa, mà họ sợ bị đe dọa bởi xu hướng quân chủ được cho là của phe Liên bang. Trong những năm 1790, đảng này phản đối mạnh mẽ các chương trình của Liên bang, bao gồm cả ngân hàng quốc gia. Sau Chiến tranh năm 1812, Madison và nhiều nhà lãnh đạo đảng khác đã chấp nhận sự cần thiết của một ngân hàng quốc gia và các dự án cơ sở hạ tầng được liên bang tài trợ. Trong các vấn đề đối ngoại, đảng ủng hộ sự bành trướng của phương Tây và có xu hướng ủng hộ Pháp hơn Anh, mặc dù lập trường thân Pháp của đảng đã phai nhạt sau khi Napoléon lên nắm quyền. Đảng Dân chủ Cộng hòa mạnh nhất ở miền Nam và biên giới phía Tây, và yếu nhất ở New England.
Đảng Dân chủ Cộng hoà liên tiếp thắng cử 7 cuộc bầu cử tổng thống với 4 đời tổng thống. Vì không hoạt đông hiệu quả nên đảng Liên bang sụp đổ sau năm 1815, chính vì không có một phe đối lập hiệu quả nên Đảng đã chia ra các nhóm,nổi bật trong số đó là Phe ủng hộ John Quincy Adams và Phe ủng hộ Andrew Jackson. Phe ủng hộ Adams sau đó chiến thắng trong cuộc bầu cử năm 1824. Nhưng đến cuộc bầu cử 1828, phe của Jackson đã cấu thành Đảng Dân chủ, còn phe của Adams thì cấu thành Đảng Cộng hoà Quốc gia, sau đó cấu thành Đảng Whig. Đảng Dân chủ Cộng hoà chính thức tan rã từ đây.

## Tổng thống Đảng Dân chủ Cộng hòa

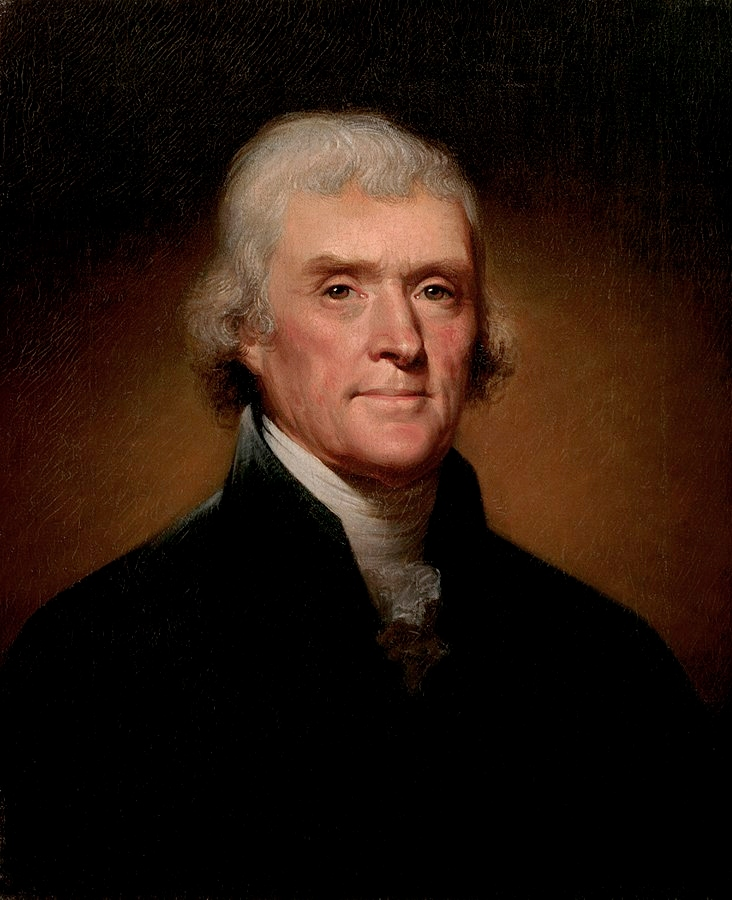
Thomas Jefferson (1801-1809)
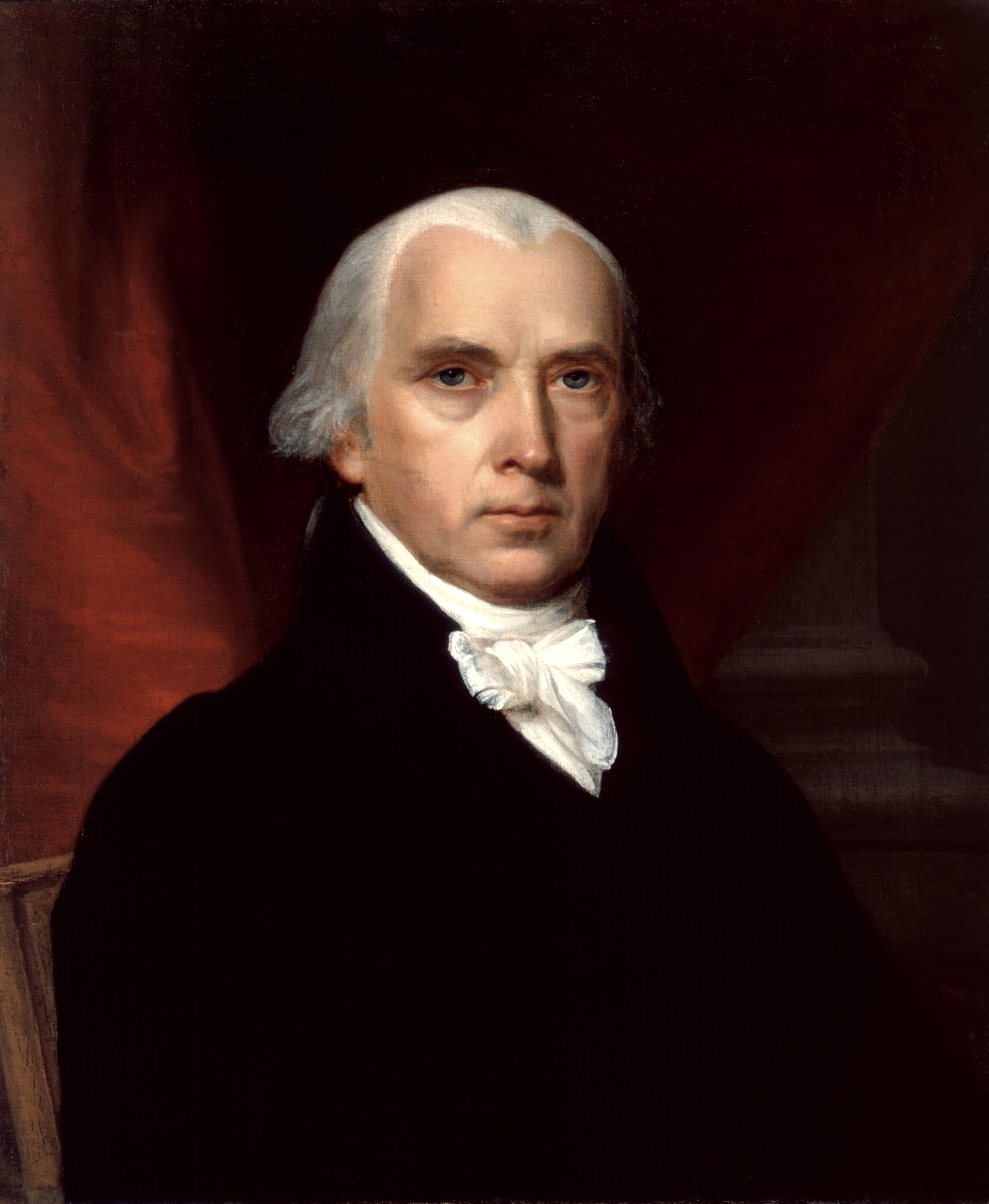
James Madison (1809-1817)
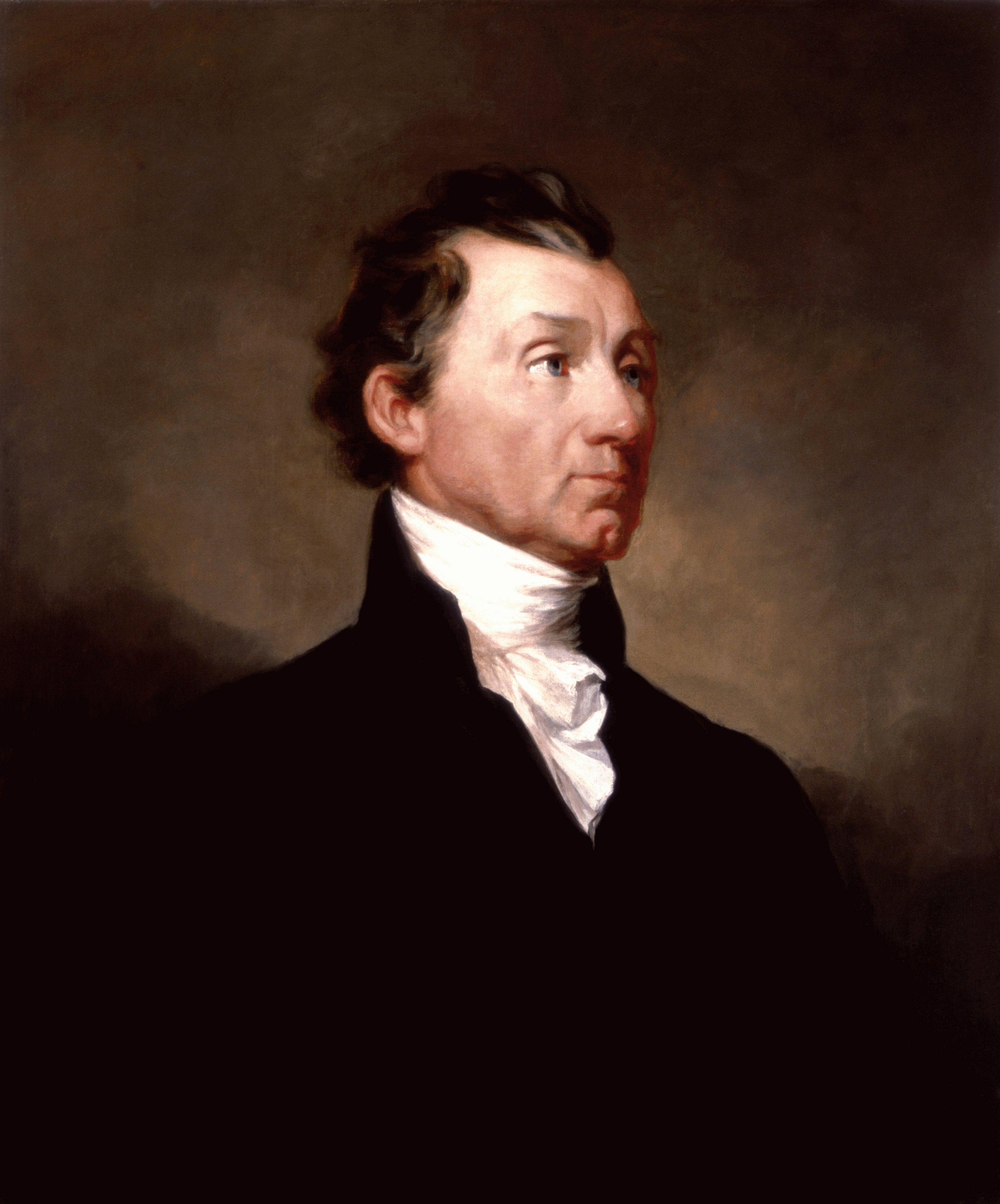
James Monroe (1817-1825)
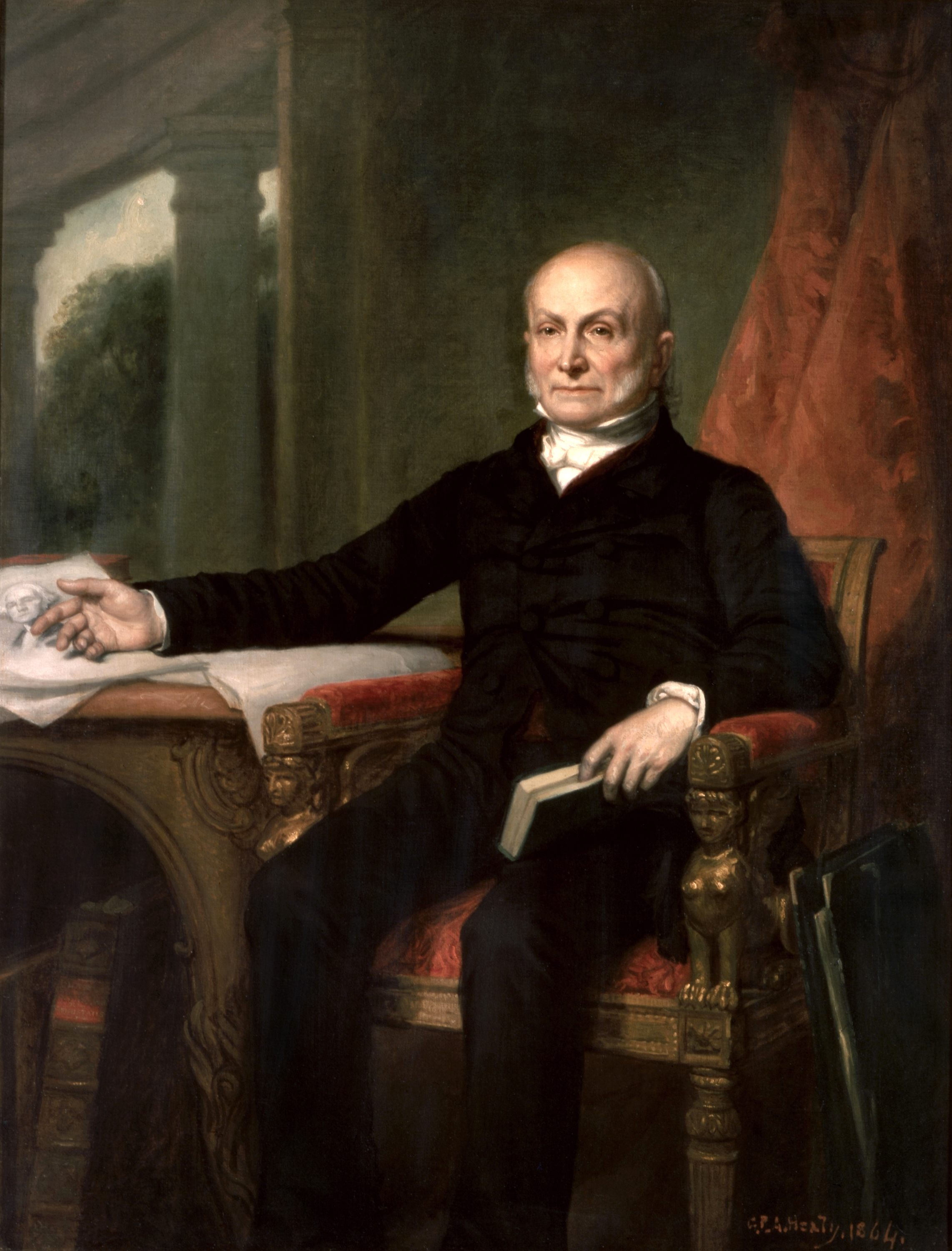
John Quincy Adams (1825-1829)